# Vuurtoren van Nosy Alañaña
De Vuurtoren van Nosy Alañaña of Vuurtoren van Île aux Prunes is een vuurtoren in de plaats Toamasina in de regio Atsinanana in het oosten van Madagaskar.
Met een hoogte van 60 meter is het de op 23 na hoogste vuurtoren van de wereld en de hoogste van Afrika. De vuurtoren staat op Nosy Alañaña (Frans: Île aux Prunes), een eiland dat ongeveer 16 kilometer ten noordnoordoosten van Toamasina ligt. Het eiland is bereikbaar per boot, maar de toren is gesloten voor publiek.